# Bard l'Arciere
Bard, soprannominato l'Arciere (Bowman in lingua originale), è un personaggio di Arda, l'universo immaginario creato dallo scrittore inglese J. R. R. Tolkien. Compare solo nel romanzo Lo Hobbit oltre a essere nominato ne Il Signore degli Anelli.
All'interno del corpus dello scrittore, Bard è colui che uccide il drago Smaug mentre quest'ultimo era intento a distruggere la Città del Lago. Diverse caratteristiche di Bard ricordano Wiglaf del poema anglosassone Beowulf, e sembra anticipare uno dei personaggi principali de Il Signore degli Anelli (seguito de Lo Hobbit): Aragorn.

## Personaggio

### Fisicità e personalità
Bard è un personaggio ricorrente ne Lo Hobbit; del suo aspetto si apprende esclusivamente che aveva un viso severo e i capelli neri. Più volte il personaggio viene descritto come «un uomo aspro ma veritiero».
Durante la prima descrizione del personaggio, Tolkien scrive che Bard era «accusato dai suoi amici di profetizzare alluvioni e pesci avvelenati, sebbene conoscessero il suo valore e il suo coraggio». Portava con sé sempre un arco di tasso e la sua freccia nera, proveniente dalla fornace del Re sotto la Montagna. Del suo carattere viene rimarcata una grande saggezza e totale determinazione a lottare fino alla fine per difendere la Città del Lago e combattere contro Smaug.

### Creazione e sviluppo
Durante la lavorazione de Lo Hobbit, Tolkien non aveva progettato Bard, in quanto ad uccidere Smaug doveva essere Bilbo: mentre il drago dormiva, Bilbo lo avrebbe accoltellato nella sua tana (chiaro riferimento al romanzo Jack the Giant Killer). In un secondo momento, però, Tolkien cambiò idea e decise che la morte del drago sarebbe avvenuta alla Città del Lago. La collocazione della morte del drago a Esgaroth ha permesso a Tolkien di realizzare Bard. Il personaggio compare per la prima volta nel capitolo 14, Acqua e fuoco. Nella prima stesura di questo capitolo, Tolkien descrive Bard come una persona "burbera" (snapping), un aggettivo usato dall'autore prevalentemente per descrivere dei personaggi negativi, come Ted Sabbioso, il mugnaio hobbit che si unisce a Saruman, o l'orco Snaga. Successivamente, Tolkien sostituì "burbera" con "aspra" (grim), un aggettivo meno negativo.
All'inizio, il personaggio sarebbe dovuto morire contro Smaug, ma Tolkien decise di salvarlo perché capì che poteva avere un ruolo importante nel prosieguo della storia e, in particolare, poteva diventare uno dei contendenti al tesoro di Smaug, ostacolando quindi Thorin Scudodiquercia e la sua compagnia.

### Etimologia
Il nome di Bard deriva dagli abitanti di Dale. Nei racconti di Tolkien i nomi in lingua dalish sono resi con il norreno sottolineando così la somiglianza di questa lingua con l'Ovestron reso in inglese e con il Rohirric reso con l'anglosassone. Nel caso di Bard, il suo nome può derivare dalla parola "barba" nella lingua tedesca. Altri studiosi affermano che il nome Bard può derivare da due parole in lingua celtica, ovvero bárd ("guardiano") e bard ("poeta").

## Biografia
Come buona parte della popolazione della Città del Lago, Bard è un discendente delle popolazioni che vivevano a Dale prima dell'arrivo di Smaug; lui in particolare è un discendente di Girion, ultimo re di Dale. Come ricordo di questa discendenza nobile gli è stata tramandata una freccia che non sbaglia mai il colpo .
Durante gli avvenimenti descritti ne Lo Hobbit organizza una disperata resistenza contro il drago mentre questi attacca Esgaroth per aver dato rifugio ai tredici nani guidati da Thorin Scudodiquercia. Bard è alla guida di un gruppo di arcieri, gli unici che riescono a resistere alla potenza del terribile drago. Smaug è, però, troppo forte e la sua pelle lo protegge da tutte le frecce scagliate da Bard e dai suoi uomini. Quando la città sembra sul punto di cadere per mano di Smaug, un tordo ad un tratto si avvicina a Bard e gli indica il punto debole del drago. Bard, che riesce a capire il linguaggio del tordo in quanto discendente dei re della Valle, scaglia così la freccia nel punto indicatogli:
(Bard prima di scagliare la Freccia Nera contro Smaug, Lo Hobbit, cap. 14)
La freccia entra nel vuoto del panciotto e il drago cade morto nel lago distruggendo ciò che resta della città. Contrariamente al drago, Bard riesce a sopravvivere e viene acclamato da tutta la gente di Esgaroth. Dopo la difesa della Città del Lago, Bard si reca ad Erebor per prendere la parte di tesoro del drago lui spettante come discendente di Girion, ma incontra la ferma resistenza di Thorin e del suo gruppo, che credeva morti per mano del drago. Bard fu, così, costretto ad attaccare la Montagna con l'aiuto degli elfi del Bosco Atro comandati da Thranduil. La lotta con i nani è, però, fermata in tempo da Gandalf che avverte gli eserciti dell'arrivo degli orchi. Inizia, così, la battaglia dei Cinque Eserciti che vede i nani, gli elfi e gli uomini allearsi contro gli orchi. Alla fine, la battaglia viene vinta dai primi, e Bard ricostruisce le città di Dale ed Esgaroth, divenendone re. Alla sua morte, avvenuta nel 2977 T.E., gli succede il figlio Bain.

## Accoglienza
John D. Rateliff rivela che Bard ha delle similitudini con Wiglaf del poema anglosassone Beowulf. Come Wiglaf, anche Bard viene introdotto alla fine della storia, è l'unico in grado di vincere il drago antagonista ed è di stirpe reale. Tuttavia, il modo in cui Bard uccide Smaug non ha nessun equivalente né nella tradizione epica anglosassone e né in quella nordica. Rateliff dichiara che la morte di Smaug per mano di Bard sia ispirata alla mitologia greca, più precisamente allo scontro tra Ladone, custode del giardino delle Esperidi, ed Ercole.
Rateliff nota che Bard ha delle similitudini con i personaggi Beren, Húrin e Túrin Turambar. Inoltre, Rateliff considera Bard come un precursore del personaggio di Aragorn, uno dei protagonisti de Il Signore degli Anelli. Entrambi possiedono storia comune: riconquistano il regno dei propri antenati e diventano re alla fine delle loro rispettive storie. Come Aragorn, anche Bard si avvale di un'arma leggendaria, eredità di un passato regale. Verlyn Flieger e Douglas A. Anderson notano che, tra la creazione di Bard a quella di Aragorn, Tolkien sia migliorato come scrittore. Ciò è giustificato dal fatto che Bard viene introdotto per riempire un buco di narrazione, mentre Aragorn viene inserito nella storia per coerenza con la trama de Il Signore degli Anelli. Bard, come Aragorn e Gandalf, è un personaggio che tende a sostituirsi ai potenti corrotti. Ne Lo Hobbit, ad esempio, Bard si sostituirà all'indegno Governatore della Città del Lago.
Fin dalla sua prima apparizione, Bard viene rappresentato come un personaggio che vede sempre il lato negativo delle cose. Tuttavia, come fa notare Sumner G. Hunnewell, del suo carattere è ricalcata anche una grande generosità.

## Adattamenti
Bard è apparso in molti adattamenti cinematografici e radiofonici dello Hobbitt. Peter Williams ha doppiato Bard nell'adattamento radio della BBC The Hobbit (1968). Il personaggio compare inoltre nel film Lo Hobbit, diretto e prodotto nel 1977 da Jules Bass e Arthur Rankin Jr., dove è doppiato da John Stephenson.
Nella trilogia de Lo Hobbit diretta da Peter Jackson, il ruolo di Bard è interpretato da Luke Evans, che appare nel secondo e terzo film della trilogia. Per interpretare il personaggio, Evans ha dovuto prendere lezioni di tiro con l'arco. Nei film Bard, oltre a Bain, ha anche due figlie (Tilda e Sigrid), assenti nel romanzo. La sua storia nel film è molto romanzata, al punto che incarna una sorta di eroe proletario che sfida la volontà del Governatore tiranno.